# ベイリー・ピーコック＝ファレル
ベイリー・ピーコック＝ファレル（1996年10月29日 - ）は、イングランド・ダーリントン出身の北アイルランドのサッカー選手。バーミンガム・シティFC所属。北アイルランド代表。ポジションはGK。

## 経歴
2015-16シーズンよりリーズ・ユナイテッドFCのトップチームに昇格した。2017年7月9日にリーズと3年契約で更新すると、出場機会を求めるためオールダム・アスレティックAFCに期限付き移籍しようとするが、オールダム側が拒否。クラブに残留した。2018-19シーズンにはジャマル・ブラックマンが加入するが、ブラックマンが11月に骨折したため正ゴールキーパーを務めた。しかし監督のマルセロ・ビエルサはパフォーマンスに満足せず、冬の移籍市場で獲得されたキコ・カシージャにポジションを奪われた。
2019年8月2日、バーンリーFCに4年契約で移籍した。
2024年6月30日、バーミンガム・シティFCに4年契約で移籍した。

## タイトル
バーンリー
- EFLチャンピオンシップ：2022-23